# Альтернативність
Альтернативність — властивість бінарної операції в абстрактній алгебрі.
Якщо операція є асоціативною, то вона також є альтернативною. Тобто альтернативність — це деяке послаблення умови асоціативності. А саме:
- {\displaystyle \ (xy)y=x(yy)} — права альтернативність,
- {\displaystyle \ y(yx)=(yy)x} — ліва альтернативність.

Якщо визначена операція спряження, то визначення можна переформулювати як:
- {\displaystyle \ (xy){\bar {y}}=x(y{\bar {y}}),}
- {\displaystyle \ {\bar {y}}(yx)=({\bar {y}}y)x.}